# Tikal nationalpark
Tikal är en nationalpark i Guatemala. Där finns den största av Maya-civilisationens antika ruinstäder. Den ligger i regionen Petén i Guatemala och blev 1979 upptagen på Unescos världsarvslista.

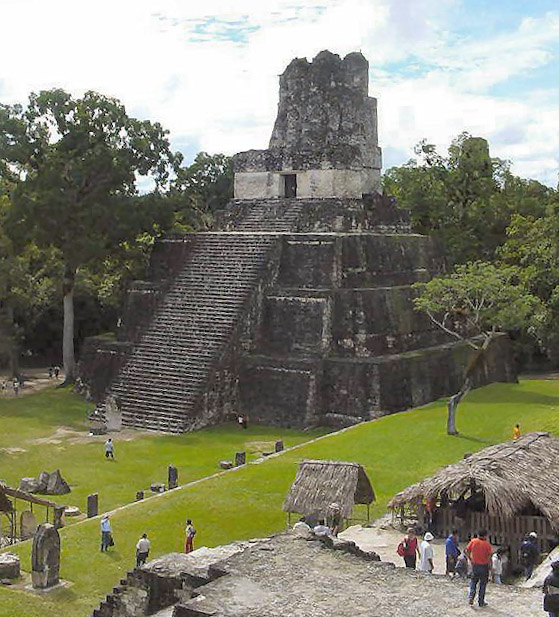
Tikal tempel II.

## Tikals historia
Tikal var ett av de största kulturella och befolkningsmässiga centra för Maya-civilisationen.

### Etymologi

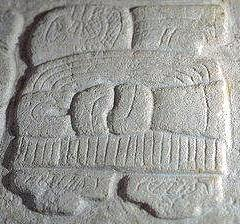
Emblem Glyf för Tikal (Mutal).

Namnet "Tikal" betyder på mayaspråket "Plats för röster" eller "Plats för tungor", vilket kan vara ett urgammalt namn på staden, fast Tikal dock inte är fyndplatsens forna namn, utan snarare är en benämning från tiden strax efter dess återupptäckt på 1840-talet. De antika glyferna refererar den vanligen som Yax Mutal eller Yax Mutul, vilket betyder "Grönt knippe", och kanske metaforiskt "Första profetian". Även andra tolkningar finns. Tikal kan ha fått detta namn för att även Dos Pilas kom att använda samma emblem glyf; stadens härskare antagligen önskade framhålla sig som den första orten att bära namnet.
Stadsstaten som helhet kallades helt enkelt Mutul, vilket är den läsning av "hårknuten"s Emblem Glyf som ses på fotot intill, som möjligtvis kan tillhöra härskaren Ahau.

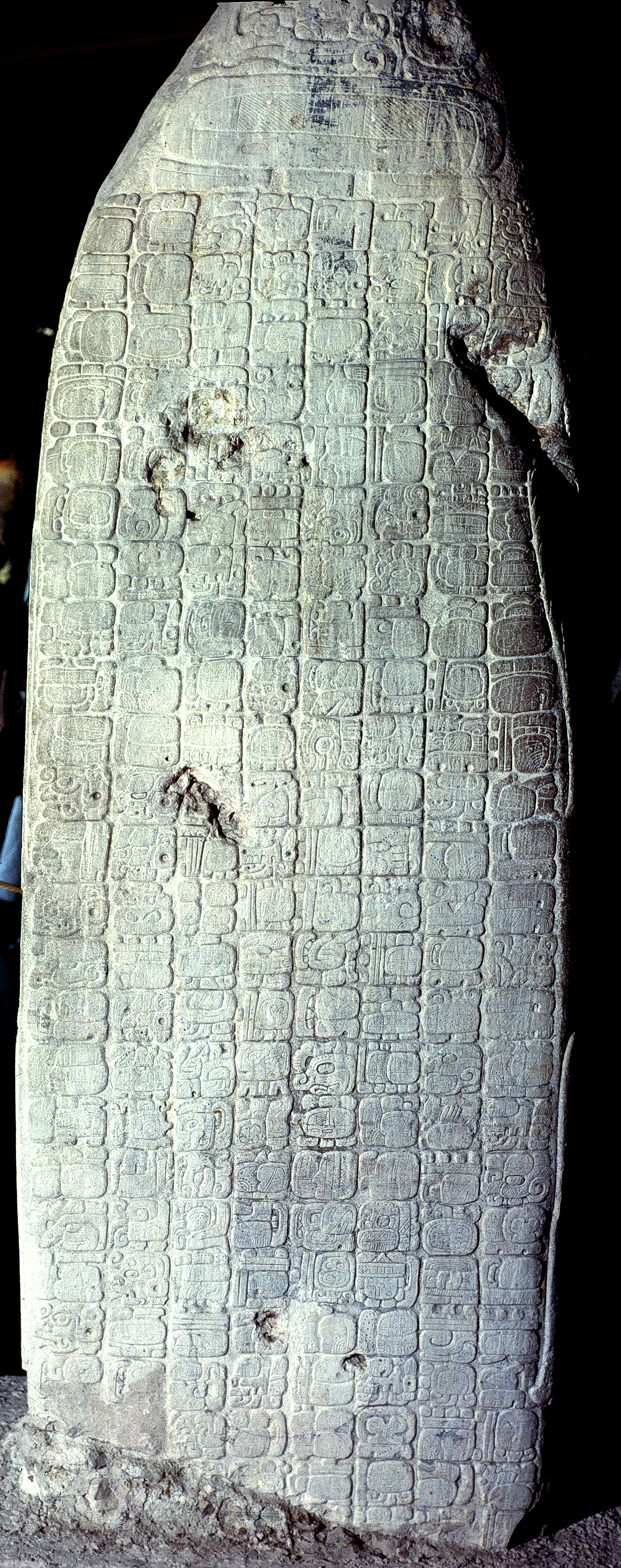
Bakre textsidan av Stele 31 från Tikal.

### Tikal under den klassiska eran
Tikal dominerade Mayas centrala lågland, men låg ofta i krig. Inskriptioner berättar om många allianser och krig med andra Maya-stater, inklusive Uaxactún, Caracol, Naranjo och Calakmul, även dessa numera kända mayaruiner. Stele 31 berättar om ett anmärkningsvärt och omstörtande besök av krigsherren Eld är född år 378.. 
Han anses ha varit en general utsänd från Teotihuacan av härskaren Atlatl Cauac, Spjutkastande Ugglan med uppdrag att skapa inflytande över Petén.
Monumental arkitektur byggdes så tidigt som på 300-talet. Staden var på sin höjd i Mayas klassiska period, mellan omkring åren 200-850, efter vilket inga nya större monument byggdes, några av platserna för eliten brändes och befolkningen minskade stegvis, tills platsen övergavs i slutet av 900-talet. 
Forskare bedömer att staden som mest hade en befolkning på mellan 100 000 och 200 000 invånare.

### Astronomiska observationer
Maya hade mycket kunniga astronomer. De var skickliga på att följa planeternas och stjärnornas banor utan några optiska instrument. Maya-astronomerna använde sig i stället av syftlinjer mellan kanter på byggnader och föremål i terrängen. Den beundransvärda arkitekturen hade alltså flera syften; ett var att skapa goda förutsättningar för att hålla reda på tidens gång och gudarnas förehavanden.
Mayafolket uppförde sina imposanta byggnadsverk med stor precision i samspel med himlakropparna, vilket de fem högsta pyramiderna i Tikal vittnar om. Byggnadernas väderstreck och skuggornas vandring över Stora torgets gräsplan gav syftlinjer till solens läge, efter vilket bland annat viktiga datum i Mayas kalenderår kunde kalibreras. 
Den astronomiintresserade bör sätta av tid för ett besök till Uaxactún. Hon får ta sig vidare utmed en skogsväg 40 km norrut från Tikal. Det som i dag är en liten by vid en övergiven landningsbana med betande kor var för 2000 år sedan Tikals politiska och militära rival. Området kuvades på 300-talet av Store Jaguartassen. Här finns en av de äldsta utgrävda pyramideerna, E-VII-Sub, grundlagd för närmare 3000 år sedan.
I Uaxactún finns dessutom ett annat tydligt exempel på mayaindianernas astronomiska färdigheter: Framför en av de gamla pyramiderna reser sig tre tempel. Om man står på pyramidens topp, så syns solen gå upp rakt över templet i nordost vid sommarsolståndet, över det i mitten vid höst- och vårdagjämning och det i sydost vid vintersolståndet.

### Tikals ledare
Kända ledare i Tikal är:
- Yax Ehb'Xook - omkring år 60 - grundare av dynastin
- Siyaj Chan K'awil Chak Ich'aak ("Stormig Himmel I") - 100-talet
- Yax Ch'aktel Xok - omkring år 200
- Balam Ajaw ("Dekorerad Jaguar") - år 292
- K'inich Ehb - omkring år 300
- Ix Une' B'alam ("Jaguardrottning") - år 317
- "Leyden Plate Ruler" - år 320
- K'inich Muwaan Jol - dog 359
- Chak Toh Ich'ak I ("Jaguartass I") - omkring 360-378
- Nun Yax Ayin - regerade 379-411
- Siyah Chan K'awil II ("Stormig Himmel II") - regerade 411-456
- Ma'Kin-na Chan - regerade på 400-talet
- K'an-Ak ("Kan Boar") - regerade 458-486
- Chak Tok Ich'aak - 486-508 gifte sig med "Fru Hand"
- Ix Yo K'in ("Härskarinna i Tikal") - regerade 511-527
- Kalomte' Balam ("Krullhårig", "19de Härskaren") - regerade omkring 511-527
- Wak Chan K'awil ("Dubbelfågel") - regerade mellan 537-562
- "Lizard Head II" - förlorade ett slag mot Caracol år 562
- K'inich Waaw - 593-628
- K'inich Wayaan - 600-talet
- K'inich Muwaan Jol II - 600-talet
- Hasaw Chan K'awil ("Dubbelmåne", "Härskare Choklad") - 682-734
- Yik'in Chan Kawil - 734-766
- "Ledaren för tempel nr 6" - 766-768
- Yax Nuun Ayiin II ("Chitam") - 768-790
- "Dark Sun"' - omkring 810
- "Jewel K'awil" - 849
- Jasaw Chan K'awiil II - 869-889

Obs! Svenska smeknamnen är översättningar från engelska Wikipedia. Denna har baserat de smeknamnen på inristade tecknen för ledarna. Maya-språkets namn har dock inte helt utretts fonetiskt.

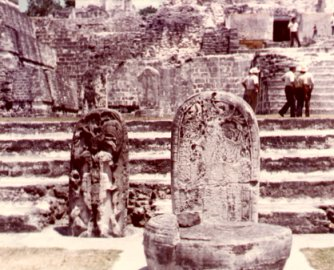
Två stelar vid Stora torget.

Karta över ruinstadens kärnområde.

## Platsen i modern tid
Platsen har ett hundratal betydelsefulla antika byggnader, endast en liten del av blivit utgrävda under ett och ett halvt sekel av arkeologiskt arbete. Den mest prominenta intakta byggnaden inkluderar sex mycket stora trappstegspyramider krönta av tempel. De numrerades geografiskt av tidiga upptäcktsresande. De byggdes under stadens höjdpunkt från sent 600-tal och till tidigt 800-tal. 
- Tempel 1 - byggdes omkring år 695
- Tempel 2 - ?
- Tempel 3 år - byggdes omkring 810
- Tempel-pyramid 4 - det största templet, 72 meter högt, uppfört 720
- Tempel 5 - byggt omkring år 750
- Tempel 6 - tillkom år 766

Den antika staden har också ruiner av kungliga palats, därtill ett antal mindre pyramider, palats, residens och inskrivna stenmonument. Där är till och med en byggnad som verkar ha varit ett fängelse, ursprungligen med trä-galler över fönster och dörrar. Där finns också flera arenor för att spela det Mesoamerikanska bollspelet. Bostadsområdet i Tikal täcker uppskattningsvis 60 km². En stor del av detta område har ännu inte rensats eller grävts ut.
En stor grupp av jordarbeten har upptäckts omkring Tikal, med ett 6 meter bredd dike bredvid en vall. Endast 9 km av den har kartlagts, den kan omsluta ett område på omkring 125 km².

## Tikals moderna historia
Som så ofta är fallet med stora, mäktiga antika ruiner, var kunskapen om platsen aldrig helt förlorad i regionen. Några andra- och tredjehandskällor för Tikal dök upp i tryckt form i början av 1600-talet. Intressant är att upptäcktsresanden John Lloyd Stephens och hans illustratör Frederick Catherwood i sina böcker överhuvudtaget inte nämner Tikal från sin gemensamma expedition 1939-40. Den gick till de andra viktiga mayastäderna på Yucatanhalvön, vissa belägna kanske bara tio mil från Tikal. På grund av att platsen är så avlägsen från moderna städer, upptäcktes Tikal inte officiellt förrän 1848 av en vetenskaplig expedition. Denna och flera efterföljande expeditioner fortsatte att undersöka, kartlägga, fotografera och grovrensa centrala Tikal under 1800-talets senare del och i början av 1900-talet. Arkeologen Teobert Maler utförde mycket av detta arkeologiska pionjärarbete, särskilt 1895-1904. En av ruinerna intill Stora torget i Tikal har kallats Malers palats, eftersom det var där han bodde under arbetet.
1951 byggdes en liten landningsbana vid ruinerna, som tidigare endast kunnat nås med flera dagars vandring genom djungeln. Det var inte förrän från 1956 till 1970 riktigt stora arkeologiska utgrävningar började utföras av Pennsylvaniauniversitetet. 1979 initierade Guatemalas regering ett nytt långsiktigt arkeologiskt projekt i Tikal, som pågår än idag.
Tikal användes som inspelningsplats för filmen Stjärnornas krig från 1977, där platsen föreställer Rebellalliansens bas på Yavin IV.